# A K betűs szó (South Park)
A K betűs szó (The F Word) a South Park című amerikai rajzfilmsorozat 192. epizódja (13. évadjának 12. rész). Először 2009. november 4-én sugározták az Egyesült Államokban. Magyarországon 2010. február 5-én mutatta be az MTV.

## Cselekmény
|  | Alább a cselekmény részletei következnek! |

South Park városának lakóit nagyon idegesíti, hogy a Harleyval járó motorosok rendszeresen hatalmas zajt csapva járnak a városban. Végül Cartman lesz az, aki be mer szólni nekik, elárulva nekik, hogy csak a figyelem középpontjába akarnak kerülni, ezért zajonganak. Majd "köcsögöknek" titulálja őket. A motorosok ezt nem veszik komolyan, és úgy képzelik, hogy még hangosabbnak kell lenniük, hogy foglalkozzanak velük. Cartman, Stan, Kyle, és Kenny összefognak a motorosok ellen, s a városban több helyre is kiírják: "Köcsögök, kifelé!" A srácok örülnek a sikernek, de Meleg Al és Mr. Furkó megrettennek, mert azt hiszik, a homoszexuálisok elleni támadásról van szó. Miután a helyzet tisztázódik, a helyi meleg közösség is a fiúk mellé áll, és kezdeményezik, hogy a szótárban változtassák meg a "köcsög" szó jelentését, mely a melegek helyett mostantól a motorosokra vonatkozna. A döntéshez azonban nem elég a polgármester asszony aláírása: a hivatalos angolo szótár főszerkesztőjének jóváhagyása is szükséges. A fiúk elhívják őket South Parkba, hogy meggyőzzék a változtatás szükségességéről. Ám a motorosok épp az ünnepség kellős közepén érkeznek meg, és hatalmas felfordulást okoznak. Miután követelik a fiúktól, hogy ne nevezzék őket köcsögnek, ők azt mondják, hogy de továbbra is fogják, mert pont úgy viselkednek, ahogy azok szoktak. Ekkor bukkan fel Butters, aki a védelmébe veszi a motorosokat, de jön Meleg Al és a meleg közösség is fegyverekkel, s így a motorosok végül kijelentik: elfogadják, hogy köcsögnek hívják őket, sőt büszkék is rá. Az események hatására a szótár főszerkesztője végül áldását adja a szó jelentésének megváltoztatására.
|  | Itt a vége a cselekmény részletezésének! |

## Külső hivatkozások
- A K betűs szó Archiválva 2010. január 31-i dátummal a Wayback Machine-ben a South Park Studios hivatalos honlapon
- A K betűs szó az Internet Movie Database oldalon (angolul)